# Переворот у Камбоджі (1997)
Зіткнення в Камбоджі 1997 року (кхмер. រដ្ឋប្រហារកម្ពុជាឆ្នាំ១៩៩៧) — політична криза та силове протиборство в Королівстві Камбоджа влітку 1997 року. 
Відбулися між партією ФУНСІНПЕК першого прем'єр-міністра Нородом Ранарітом та Народною партією другого прем'єр-міністра Хун Сена. 
Завершилися перемогою Хун Сена, зміцнили його владу на чолі авторитарного режиму. 
Супроводжувалися кровопролитними боями  та безсудними вбивствами. 
Кваліфікуються як державний переворот.

## Передісторія
1991 року Паризькі угоди між урядом Держави Камбоджа та опозиційною коаліцією намітили шляхи припинення багаторічної війни та політичного врегулювання. 
Було досягнуто домовленостей про відновлення Королівства Камбоджа, повернення на трон Нородома Сіанука та проведення вільних виборів.
На виборах у травні 1993 року найбільшого успіху досягла партія Сіанука ФУНСІНПЕК. 
Друге місце посіла Народна партія Камбоджі (НПК) — перейменована компартія НРК, що правила як пров'єтнамський режим (формально НПК відмовилася від комуністичної ідеології і прийняла концепцію «демократичного соціалізму» — подібно до того, як десятиліттям раніше це зробили Червоні кхмери). 
Уряд був сформований на основі коаліції всіх парламентських партій — ФУНСІНПЕК, НВК та Буддистської ліберально-демократичної партії (БЛДП).
Для дотримання балансу між ФУНСІНПЕК (партія, яка мала найбільшу підтримку виборців) і НПК (партія, що мала адміністративні та силові ресурси) було введено інститут «подвійного прем'єрства». 
Першим прем'єр-міністром став принц Нородом Ранаріт. 
Другим прем'єр-міністром — лідер НПК Хун Сен, який раніше очолював уряд НРК. 
Єдність під покровом монархії символічно наголошувалося на тому, що два прем'єри стали названими братами: Нородом Ранаріт був старшим сином короля Сіанука, Хун Сен був усиновлений Сіануком.
Обидві партії — НПК та ФУНСІНПЕК — зберігали свої збройні сили та управлінські структури, що дублюють державу. 
Партійні чиновники обіймали державні посади. 
Поділ влади здійснювався в такий спосіб, що партія Ранаріта отримувала престижні найменування чи другі позиції, партія Хун Сена — реальний адміністративний контроль. 
За НВК залишалося безумовне переважання у силових структурах та судовій системі. 
Хун Сен мав підрозділ особистих охоронців чисельністю 1,5 тисячі осіб, контролював кілька теле- і радіоканалів, понад двадцять газет 
.

## Конфлікт двох прем'єрів
Відносини між двома прем'єрами та їх партіями з самого початку були складними і з року в рік загострювалися. 
Ранаріта не влаштовувало становище «молодшого партнера» та пров'єтнамські риси урядової політики. 
Двовладдя не могло зберігатися тривалий час. 
Король Сіанук займав двозначну позицію: у принципі він, зрозуміло, підтримував Ранаріта, проте змушений був сприймати як факт сильні позиції Хун Сена. 
Крім того, Сіанук розумів, що обмеження влади НПК посилить «Червоних кхмерів», які не визнали Паризьких угод і вели партизанську війну під керівництвом Пол Пота .
Союзником ФУНСІНПЕК теоретично могла стати БЛДП, але в середині 1990-х вона фактично зійшла зі сцени через розкол між групами Сон Санна та Ієнг Маулі. 
Збройні сили національного визволення кхмерського народу були демобілізовані ще 1992 року.
У січні 1996 року між НПК і ФУНСІНПЕК стався конфлікт через рішення Хун Сена відновити державне свято 7 січня — цього дня 1979 року до Пномпеня вступили в'єтнамські війська. 
Ранаріт змушений був погодитися, що викликало гнів Сіанука та лідерів монархічної партії. 
Гострі форми набули розбіжностей в уряді з кадрових та фінансово-економічних питань. 
На з'їзді НПК у липні 1996 року Хун Сен допустив публічні образливі висловлювання про Ранаріт 

і поставив жорсткі умови продовження співпраці з ФУНСІНПЕК.
З 1996 продовжувалися спорадичні збройні сутички між формуваннями ФУНСІНПЕК та НВК. 
Нородом Ранаріт звинувачував Хун Сена в узурпації влади та планах відновлення комуністичного режиму. 
Хун Сен звинувачував Ранаріта в антидержавній змові та змові з полпотівцями. 
Останнє мало підстави: Ранаріт розраховував на альянс із Кхіеу Сампханом та його Кхмерською партією національної солідарності  в загальному протистоянні Хун Сену (модель, подібна до 1980-х років). 
Однак і на цьому напрямку першого прем'єра випереджав другий: Хун Сен оголосив амністію і залучив на свій бік багатьох полпотівців, починаючи з Ієнг Сарі.
Загони ФУНСІНПЕК мали чималу чисельність — до 80 тисяч осіб. 
У розпорядженні Хун Сена було близько 90 тисяч. 
Структури НПК були краще озброєні та організовані, а головне, переплетені з державними силовими структурами. 
Розрахунки на військовий паритет між двома партіями розглядалися як «сміхові».
В останні дні червня Хун Сен провів нараду партійного керівництва, де вніс пропозицію щодо розриву коаліції з ФУНСІНПЕК. 
Більшість діячів НПК, зокрема силові міністри, висловилися проти. Проте очікування зіткнення витало у повітрі.

## Хід та підсумок боїв
Вирішальні бої розпочалися 5 липня 1997 року. 
Війська НПК оточили сіанукістський гарнізон провінції Кампонгспи під командуванням Нхек Бун Чхая, військова поліція блокувала у столиці підрозділ Чао Самбата. 
Тяжкі бої зав'язалися в міжнародному аеропорту Пномпеня.
6 липня Хун Сен ввів у дію свій особистий охоронний підрозділ під командуванням Хок Лунді та 911-й полк спеціального призначення. 
Формування ФУНСІНПЕК з великими втратами відступили до міста О-Смач на камбоджійсько-таїландському кордоні. 
Бої зав'язалися у ряді місць на півночі та північному заході країни 
. 
Там сіанукістам надали деяку підтримку «Червоні кхмери». 
Однак полпотівці не могли серйозно вплинути на події, оскільки на той час їхні сили були вже нечисленні, а організація роздиралася внутрішньою боротьбою між Полом Потом і його оточенням — Кхіу Самфаном, Нуон Чеа, Та Моком. 
(За три тижні до подій у Пномпені за наказом Пол Пота був убитий Сон Сен , багаторічний командувач збройних сил «Червоних кхмерів», а ще через три тижні сам Пол Пот заарештований Та Моком, Кхієу Самфаном і Нуон Чеа.)
Бої тривали до кінця серпня. 
Проте вже 5-6 липня визначився результат протистояння. 
ФУНСІНПЕК був розгромлений, його об'єкти зруйновані або зайняті військами Хун Сена, близько 40 відомих партійних діячів загинули в боях (всього було вбито до 100 осіб). 
Декілька відомих функціонерів ФУНСІНПЕК — секретар МВС Хо Сок, генерали Чао Санбат, Лі Сен Хон, Сам Норін, Наєн Бун Тон — були захоплені в полон і вбиті 
.

## Політичне значення
У політичній системі Камбоджі відбулися такі значні зміни, що події кваліфікувалися як державний переворот 
.

То справді був не переворот Народної партії, але переворот Хун Сена. Голова партії Чеа Сім, міністр внутрішніх справ Сар Кенг, міністр оборони Теа Бан, командувач збройних сил Ke Кім Ян виступали проти військових дій. Після перевороту багато високопоставлених партійних чиновників зміцнювали свої будинки мішками з піском і приводили своїх охоронців у повну бойову готовність, побоюючись, що Хун Сен тепер ударить по них… Але навіть без підтримки більшої частини своєї партії Хун Сен зумів зібрати достатню військову силу, щоб досягти успіху. 5-6 липня його спецпризначені на чолі з Кун Кімом , Мол Ріупом , Сао Сокха , Хок Лунді та Кео Поном розгромив ФУНСІНПЕК.

Переворот 1997 року безумовно був найважливішою подією в Камбоджі після виборів 1993 року. Він розвіяв ілюзії, ніби країна йде до демократії. Він показав, що насильство залишається звичайним методом керівництва. Він продемонстрував, скільки камбоджійців охоплено байдужістю і страхом після червоних кхмерів. Він дав зрозуміти, що зобов'язання з прав людини існують лише на папері. Позасудові страти діячів ФУНСІНПЕК, що вчиняються силами Хун Сена, відбувалися під носом міжнародного співтовариства .

Із засудженням убивств активістів ФУНСІНПЕК виступила Amnesty International у відкритому листі Хун Сену 
.

## Наслідки
Нородом Ранаріт втік із країни і був заочно засуджений до 35 років ув'язнення. 
Хоча формально на посаді першого прем'єр-міністра Ранаріта змінив Унг Хуот, також представник ФУНСІНПЕК, з двовладдям було покінчено. Встановилося одноосібне правління Хун Сена. 
На ключові посади в адміністративних та силових структурах демонстративно призначалися віддані йому люди. 
На посаді начальника камбоджійської поліції був демонстративно перетверджений Хок Лунді, який особисто брав участь у вбивстві Хо Сока 
.
Король Сіанук помилував Ранаріта, і в березні 1998 року принц повернувся в Камбоджу. 
Він уклав союз із націонал-ліберальною Партією Сам Рейнгсі (раніше Сам Рейнгсі як міністр фінансів був його противником, проти якого Ранаріт діяв в альянсі з Хун Сеном). 
Ранаріт особисто керував передвиборчою кампанією ФУНСІНПЕК. 
Вибори проходили за умов жорсткого адміністративно-силового контролю. 
Перемогу здобула НПК, звши 64 мандати зі 122.
Інститут подвійного прем'єрства скасовано, головою уряду став Хун Сен. 
Одночасно він встановив контроль над правлячою партією, здобувши перемогу у багаторічній політичній конкуренції з Чеа Сімом. 
Було закріплено і підпорядковане становище ФУНСІНПЕК. 
У країні встановилася авторитарна влада Хун Сена.